# Йохан Адолф фон Шварценберг
Йохан Адолф фон Шварценберг (на немски: Johann Adolph von Schwarzenberg; * 1615, Вермелскирхен; † 23 май 1683, Виена или 26 май, Лаксенбург) е от 1641 г. граф, от 1670 г. първият княз на Шварценберг, дипломат на служба на Хабсбургите. Неговата линия съществува и днес.

## Живот
Той е вторият син на граф Адам фон Шварценберг (1583 – 1641) и съпругата му Маргарета фон Палант († 1615). По-големият му брат Франц Хартард умира на 21 години.
Йохан Адолф е определен за духовническа кариера, но той става по-късно военен. През 1635 г., на 20-годишна възраст, Йохан Адолф влиза в Малтийския орден и става командир във Вилденберг, но през 1649 г. се отказва от тази служба. През 1641 г. той поема управлението на наследството на баща си.
През 1646 г. Йохан Адолф е дворцов военен съветник, таен съветник на ерцхерцог Леополд Вилхелм фон Хабсбург. През 1650 г. император Леополд I му дава ордена на Златното руно, на 14 юли 1670 г. му дава титлата княз. През 1662 г. ерцхерцогът умира и поставя верния си приятел Йохан Адолф за негов универсален наследник. Йохан Адолф отказва богатото наследство. През 1670 г. князът става президент на имперския дворцов съвет.
Той умира внезапно на 23 май 1683 г. във Виена (по други източници на 26 май в Лаксенбург) малко преди обсадата на Виена от турците.

## Фамилия
Йохан Адолф се жени на 15 март 1644 г. във Виена за графиня Мария Юстина Щархемберг (* 1608; † 31 януари 1681, Требон), дъщеря на Лудвиг граф фон Щархемберг (1564 – 1620) и третата му съпруга графиня Барбара фон Херберщайн (1578 – 1616). Те имат шест деца, трима сина и три дъщери, от които четири умират малки:
- Йохан Леополд Филип (1647 – 1647)
- Мария Ернестина (1649 – 1719), омъжена на 21 февруари 1666 г. за княз Йохан Христиан I фон Егенберг (1641 – 1710), собственик на херцогство Крумау в Бохемия. Тя е негова универсална наследничка.
- Фердинанд (1652 – 1703), 2. княз на Шварценберг, ландграф в Клетгау (1687 – 1703), женен 1674 г. за графиня Мария Анна фон Зулц (1653 – 1698)
- Лудвиг Адам (1655 – 1656)
- Шарлота (1654 – 1661)
- Поликсена (1658 – 1659)